# Jean M. Auelová
Jean Marie Auelová (* 18. února 1936, Chicago, USA) je spisovatelka, která je známá fantasy románem Děti země vydávaném jako cyklus. Její knihy byly přeložené do 28 jazyků a celkem bylo prodáno více než 34 miliónů výtisků.

## Život
Byla druhá z pěti dětí. Po skončení studia se vdala za Raye Bernarda Auela a také vychovala pět dětí. V roce 1964 se stala členkou Mensy.

## Děti země
Románový cyklus Děti země obsahuje prvky fantasy a je popisem života prehistorické společnosti na území Evropy v době ledové přibližně před 35 000 až 25 000 lety. Vypovídá životní příběh dívky Ajly, která patří ke kromaňonské civilizaci. Jsou zde také popisovány její kontakty s neandertálskou civilizací.
Cyklus Děti země se skládá z šesti částí:
- 1980 The Clan of the Cave Bear (Klan velkého medvěda, 1993)
- 1982 The Valley of Horses (Údolí plavých koní, 1994)
- 1985 The Mammoth Hunters (U lovců mamutů, 1995)
- 1990 The Plains of Passage (Širé pláně, 1996)
- 2002 The Shelters of Stone (Pod kamennou střechou, 2003)
- 2011 The Land of Painted Caves (Země malovaných jeskyní, [1])